# Chris Riggi
Christopher Riggi (* 18. September 1985 in New York City, New York) ist ein US-amerikanischer Schauspieler.

## Leben
Chris Riggi wuchs in New York City als Sohn der Eltern Michele und Ron Riggi auf. Seine Karriere begann 2008 in der Rolle des Jared im Kurzfilm Brotherhood. Dann agierte er in Independent Filmen wie Dare und Toe to Toe. Er hatte Gastauftritte in einigen Fernsehserien wie Lipstick Jungle und Human Giant. Bekannt wurde er durch seine Rolle als Scott Rosson in der Serie Gossip Girl. 2010 hatte er die Rolle des Double des Gestaltwandlers Jakob White in der Twilight-Parodie Beilight – Bis(s) zum Abendbrot inne.

## Filmografie (Auswahl)
- 2008: Springfield Story (Fernsehserie, Episode 15530)
- 2008: Brotherhood (Kurzfilm)
- 2008: Lipstick Jungle (Fernsehserie, Episode 2x10)
- 2009: Toe to Toe
- 2009: Dare – Hab’ keine Angst. Tu’s einfach! (Dare)
- 2009: Gossip Girl (Fernsehserie, 6 Episoden)
- 2010: Beilight – Bis(s) zum Abendbrot (Vampires Suck)
- 2013: 36 Saints
- 2013: Adult World
- 2013: The Wolf of Wall Street
- 2014: Red Butterfly
- 2015: Living with the Dead
- 2015: CSI: Cyber (Fernsehserie, Episode 1x09)